# Kedung Sari
Kedung Sari is een bestuurslaag in het regentschap Purworejo van de provincie Midden-Java, Indonesië. Kedung Sari telt 3403 inwoners (volkstelling 2010).